# Bill Morrison (Comiczeichner)

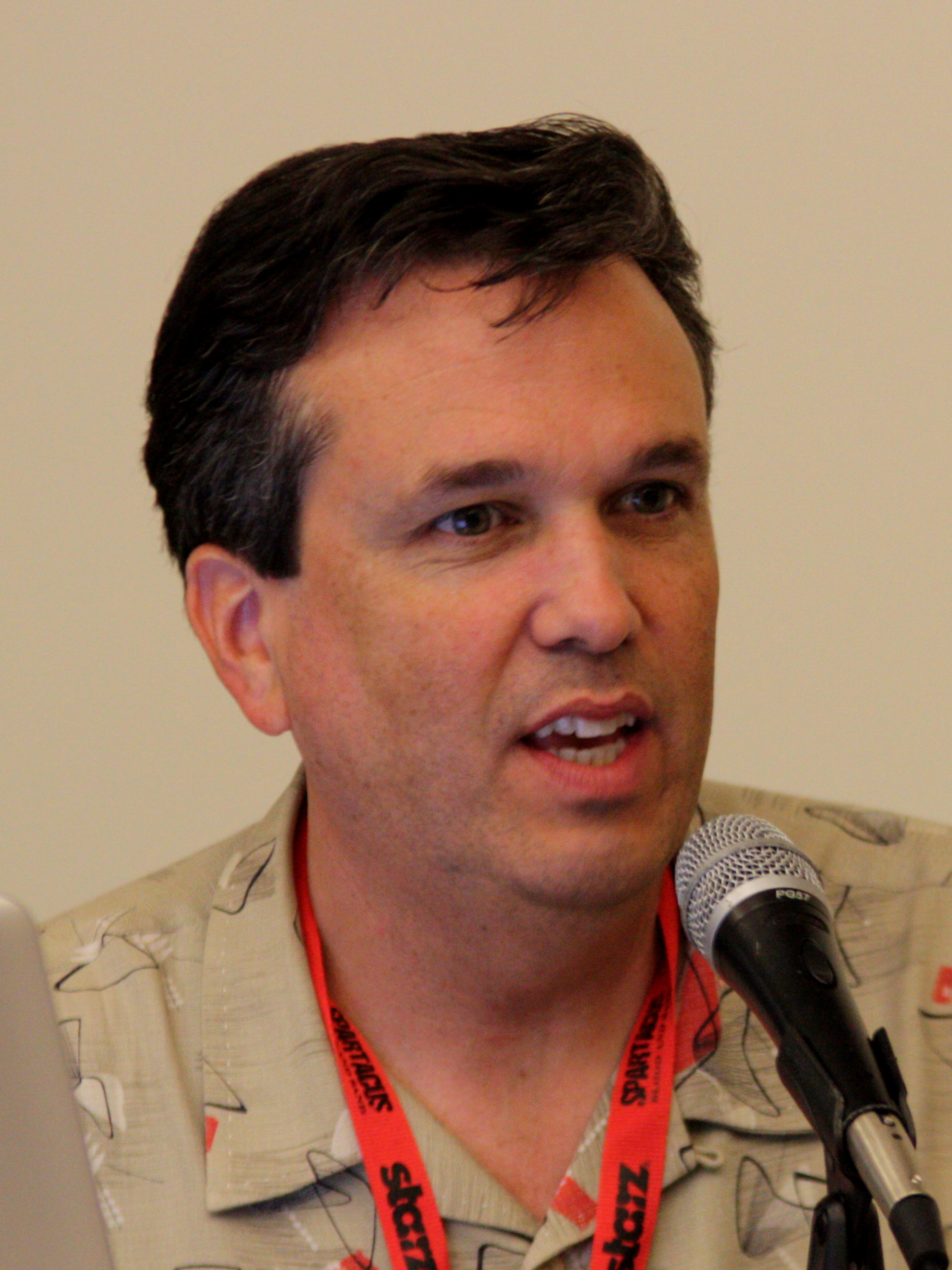
Bill Morrison (2009)

Bill Morrison (* 1965 in Chicago) ist ein US-amerikanischer Cartoonzeichner, der unter anderem als Chefzeichner der Simpsons Comics bekannt ist. Zusammen mit Matt Groening und Steve und Cindy Vance ist er Mitbegründer des Bongo-Verlages. Morrison ist dort als Creative Director tätig.

## Leben
Bevor Bill Morrison von Matt Groening eingestellt wurde, hatte er Filmplakate entworfen, unter anderem für Walt Disney. Neben den Comics ist Morrison auch für das Design von T-Shirts, Spielzeugen, Spielen und Kalendern zuständig. 1996 startete sein eigener Comic Roswell – Ein Grünling auf Erden, der von den Erlebnissen eines Außerirdischen auf der Erde handelte. 1999 wurde die Reihe eingestellt. Morrison leitet die Produktion der Futurama Comics und der anderen Serien, die im Verlag erscheinen.